# Walter Tschuppik
Walter Tschuppik (geboren 7. Juli 1889 in Leitmeritz, Österreich-Ungarn; gestorben April 1955 in Wien) war ein deutschböhmischer Journalist.

## Leben
Walter Tschuppik arbeitete ab 1914 für das Prager Tagblatt. Er war ein Anhänger der deutsch-tschechischen Verständigung und ein Gegner der Nationalsozialisten. Sein Buch: Der Christ und sein Schatten oder die Geburt des 'Juden' aus dem Geist der absoluten Moral beeinflusste Friedrich Heer. Ab 1926 war er in München Chefredakteur für die Süddeutsche Sonntagspost.  Tschuppik wurde nach der Machtergreifung der Nationalsozialisten am 10. März 1933 inhaftiert. Tschuppik saß zeitweise mit dem katholischen Journalisten Fritz Gerlich in einer Zelle und musste miterleben, wie dieser misshandelt wurde. Er wurde am 8. November 1933 nach Bemühungen der Tschechoslowakei (er war tschechoslowakischer Staatsbürger) freigelassen und emigrierte in die Tschechoslowakei. Über seine achtmonatige Inhaftierung  veröffentlichte Tschuppik 1934 auf Tschechisch und 1935 auf Deutsch den Erfahrungsbericht Die Toten steigen aus den Gräbern. 
1935 fungierte er als Herausgeber und verantwortlicher Redakteur der Prager Wochenzeitung Der Montag. Tschuppik floh 1938 in die Schweiz und 1940 nach Großbritannien.
Nach dem Kriegsende kehrte Tschuppik nach Deutschland zurück. Er wurde der erste Chefredakteur der von Werner Friedmann 1948 gegründeten Münchner Abendzeitung.
Sein älterer Bruder war der Journalist Karl Tschuppik (1867–1937).

## Schriften (Auswahl)
- Die tschechische Revolution. Verlag Tal, Leipzig 1920
- Der Christ und sein Schatten oder die Geburt des 'Juden' aus dem Geist der absoluten Moral. Th. Thomas Verlag, Leipzig 1923
- Die Toten steigen aus den Gräbern. Prag 1935
- Barracken-Wahnsinn. United Correspondents, London ca. 1940
- The Quislings: Hitler's Trojan horses. Hutchinson, London 1940